# Hóquei sobre a grama nos Jogos Pan-Americanos de 2023
Os torneios de hóquei sobre a grama nos Jogos Pan-Americanos de 2023 em Santiago, no Chile, foram realizados de 25 de outubro a 4 de novembro de 2023. As partidas foram disputadas no Centro Esportivo de Hóquei sobre Grama, localizado no cluster do Estádio Nacional.
Um total de oito equipes masculinas e oito femininas (cada uma consistindo em até 16 atletas) competiram no hóquei. A equipe vencedora em cada torneio se classificou aos Jogos Olímpicos de 2024, em Paris.

## Qualificação
Um total de oito equipes masculinas e oito equipes femininas classificaram-se para competir nestes Jogos Pan-Americanos em cada torneio. Por ser o país anfitrião, o Chile esteve presente em ambas as modalidades. As duas melhores equipes dos Jogos Centro-Americanos e do Caribe de 2023 e dos Jogos Sul-Americanos de 2022 também se classificaram, assim como as duas melhores equipes ainda não classificadas na Copa Pan-Americana Masculina e na Copa Pan-Americana Feminina. Se Canadá ou Estados Unidos ainda não estivessem classificados, um playoff entre as nações e o terceiro colocado das Copas Pan-Americanas seria realizado. Se ambas as nações se classificassem, o playoff não seria necessário e a terceira equipe em cada Copa Pan-Americana se classificaria.
Masculino
| Evento                                      | Datas                            | Local        | Vagas | Classificados                             |
| ------------------------------------------- | -------------------------------- | ------------ | ----- | ----------------------------------------- |
| País-sede                                   | —                                | —            | 1     | Chile                                     |
| Jogos Sul-Americanos de 2022                | 3–11 de outubro de 2022          | Assunção     | 1     | Argentina                                 |
| Jogos Centro-Americanos e do Caribe de 2023 | 23 de junho – 8 de julho de 2023 | San Salvador | 2     | Trinidad e Tobago · Cuba                  |
| Copa Pan-Americana de 2022                  | 20–30 de janeiro de 2022         | Santiago     | 4     | Canadá · Estados Unidos · México · Brasil |
| Total                                       | Total                            | Total        | 8     |                                           |

Feminino
| Evento                                      | Datas                            | Local        | Vagas | Classificados                                         |
| ------------------------------------------- | -------------------------------- | ------------ | ----- | ----------------------------------------------------- |
| País-sede                                   | —                                | —            | 1     | Chile                                                 |
| Jogos Sul-Americanos de 2022                | 3–12 de outubro de 2022          | Assunção     | 1     | Argentina                                             |
| Jogos Centro-Americanos e do Caribe de 2023 | 23 de junho – 8 de julho de 2023 | San Salvador | 2     | México · Cuba                                         |
| Copa Pan-Americana de 2022                  | 9–19 de janeiro de 2022          | Santiago     | 4     | Canadá · Estados Unidos · Uruguai · Trinidad e Tobago |
| Total                                       | Total                            | Total        | 8     |                                                       |

## Nações participantes
| CON                   | Masculino | Feminino | Jogadores |
| --------------------- | --------- | -------- | --------- |
| ARG Argentina         | Yes       | Yes      | 32        |
| BRA Brasil            | Yes       |          | 16        |
| CAN Canadá            | Yes       | Yes      | 32        |
| CHI Chile             | Yes       | Yes      | 32        |
| CUB Cuba              |           | Yes      | 16        |
| USA Estados Unidos    | Yes       | Yes      | 32        |
| MEX México            | Yes       | Yes      | 32        |
| PER Peru              | Yes       |          | 16        |
| TTO Trinidad e Tobago | Yes       | Yes      | 32        |
| URU Uruguai           |           | Yes      | 16        |
| Total: 10 CONs        | 8         | 8        | 256       |

## Medalhistas
| Evento             | Ouro | Prata | Bronze |
| ------------------ | --- | --- | --- |
| Masculino detalhes | Tomás Santiago Agustín Machelett Juan Catán Nicolás Keenan Maico Casella Lucas Toscani Nicolás Della Torre Santiago Tarazona Federico Monja Tomás Domene Matías Rey Lucas Martínez Agustín Mazzilli Tadeo Marcucci Thomas Habif Agustín Bugallo ARG Argentina                                   | Adrián Henríquez Vicente Goni Fernando Renz José Maldonado Martín Rodríguez Kay Gesswein Andrés Pizarro Juan Amoroso José Hurtado Felipe Renz Raimundo Valenzuela Axel Richter Axel Troncoso Sebastián Wolansky Nils Strabucchi Franco Becerra CHI Chile         | Floris van Son Devohn Noronha Teixeira Oliver Scholfield Keegan Pereira Balraj Panesar Brendan Guraliuk Sean Davis Gordon Johnston Brenden Bissett Fin Boothroyd Matthew Sarmento James Kirkpatrick Samuel Cabral Taylor Curran Ethan McTavish Thomson Harris CAN Canadá |
| Feminino detalhes  | Agostina Alonso Clara Barberi Sofía Cairó Juana Castellaro Pilar Campoy Cristina Cosentino Valentina Costa Biondi Agustina Gorzelany María José Granatto Julieta Jankunas Valentina Raposo Rocío Sánchez Moccia Victoria Sauze Delfina Thome Sofía Toccalino Eugenia Trinchinetti ARG Argentina | Kelsey Bing Sanne Caarls Leah Crouse Emma DeBerdine Amanda Golini Linnea Gonzales Danielle Grega Alexandra Hammel Ashley Hoffman Karlie Kisha Ashley Sessa Meredith Sholder Abigail Tamer Jillian Wolgemuth Elizabeth Yeager Madeleine Zimmer USA Estados Unidos | Doménica Ananías Simone Avelli Camila Caram Sofía Filipek Fernanda Flores Francisca Irazoqui María Maldonado Antonia Morales Laura Müller Denise Rojas Natalia Salvador Agustina Solano Francisca Tala Manuela Urroz Paula Valdivia Fernanda Villagrán CHI Chile         |

## Quadro de medalhas

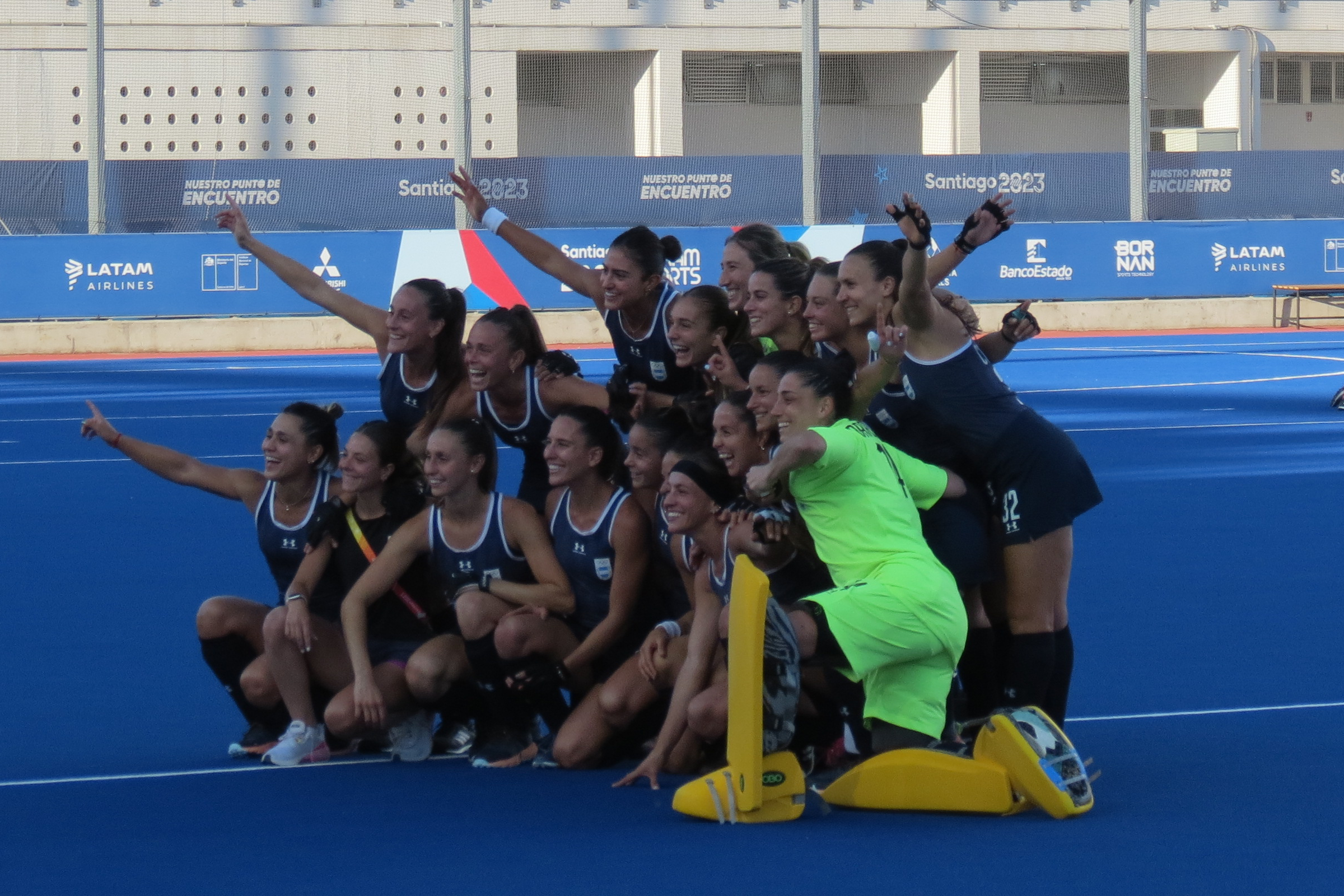
A equipe feminina da Argentina após a vitória nas semifinais. O país conquistou as duas medalhas de ouro no hóquei

| Ordem | País               | Medalha de ouro | Medalha de prata | Medalha de bronze |   |
| ----- | ------------------ | --------------- | ---------------- | ----------------- | - |
| 1     | ARG Argentina      | 2               |                  |                   | 2 |
| 2     | CHI Chile          |                 | 1                | 1                 | 2 |
| 3     | USA Estados Unidos |                 | 1                |                   | 1 |
| 4     | CAN Canadá         |                 |                  | 1                 | 1 |
| TOTAL | TOTAL              | 2               | 2                | 2                 | 6 |